# Apiciopsis mathilda
Apiciopsis mathilda är en fjärilsart som beskrevs av Thierry-mieg 1895. Apiciopsis mathilda ingår i släktet Apiciopsis och familjen mätare. Inga underarter finns listade i Catalogue of Life.